# HaYehudim
HaYehudim o anche I.U.D.M (in ebraico היהודים‎?, lett. Gli Ebrei) è un gruppo musicale israeliano hard rock, formato nel 1992 dalla coppia (ora sposata) Tom Petrover e Orit Shachaf. Tom e Orit condividono la passione per la chitarra e il lavoro nel campo della musica. Il gruppo ha ottenuto un enorme successo in Israele dove, nonostante il relativo disinteresse commerciale nei suoi primi anni, ha venduto oltre 200 000 album.
Il gruppo è noto per le sue canzoni energiche a tema oscuro e per il cantato rumoroso. Canta principalmente in ebraico, anche se negli album più recenti sono state scritte diverse canzoni in inglese.

## Storia
Il nome del gruppo è stato suggerito dal loro produttore. Il loro primo album, Metziut Nifredet (in ebraico מציאות נפרדת‎?, Realtà a parte) è stato pubblicato nel 1995 attraverso la casa discografica Hed Arzi Music. Numerosi video musicali dell'album venivano spesso riprodotti dalla televisione israeliana, ma non alla radio e inizialmente l'album non ha registrato molte vendite. Tuttavia, il gruppo ha continuato a suonare in spettacoli dal vivo in tutta Israele, guadagnando una cerchia di seguaci. L'album di debutto ha vinto il disco d'oro nel 1998, e in seguito ha raggiunto il doppio disco di platino.
Il secondo album, omonimo HaYehudim e pubblicato nel 1998, è stato un successo immediato nonostante il continuo disprezzo dimostrato dall'opinione corrente attraverso i media, che ha reso HaYehudim uno dei principali gruppi rock in Israele. Anche questo album ha raggiunto il disco d'oro.
Nel 1999 Hayehudim è stato eletto Gruppo dell'anno da Galey Tzahal, la stazione radio nazionale israeliana. Lo stesso anno il gruppo aprì il concerto dei Metallica in Israele e nel 2000 il concerto dei Rage Against the Machine, anch'esso in Israele.
Quattro anni dopo il loro secondo album, gli Hayehudim pubblicarono un terzo album in studio con il nome di Pahad Mavet (in ebraico פחד מוות‎?, Spaventato a Morte) nel 2002. L'anno successivo gli Hayehudim pubblicarono il loro primo album dal vivo: un doppio set di CD e DVD chiamato Hayhudim LIVE. Questo album ebbe un grande successo e l'anno seguente il gruppo ne pubblicò un secondo sempre dal vivo ma questa volta acustico.
Nel 2007 hanno pubblicato il loro quarto album in studio, Dinamico (in ebraico פורטה‎?). In musicologia, il termine dinamico significa forte, e il nome è stato scelto perché se non ne avevi avuto abbastanza di Hayehudim fino ad ora, stai per ottenere Hayehudim in modo dinamico (che significa canzoni extra del gruppo Hayehudim, come ha spiegato Tom Petrover in un'intervista radiofonica). L'album è diventato d'oro e ha vinto il titolo di Album dell'anno agli Istraeli Music Channel Awards.

## Nome
Il nome "HaYehudim", che significa letteralmente Gli Ebrei, è stato proposto al gruppo da Eldad Ziv, un direttore teatrale e musicista israeliano, e da Roy Zu-Arets, il produttore musicale che ha prodotto l'album di debutto del gruppo, Metziut Nifredet. Nonostante fosse un nome provocatorio, ai membri del gruppo piacque e decisero di usarlo.

## Membri
Membri attuali
- Tom Petrover - chitarra e voce
- Orit Shachaf - voce solista, chitarra di supporto
- Yahav Lipinski - batteria
- Guy Be'er - chitarra
- Omri Agmon - chitarra
- Nir Maimon - basso
- Roy Zu-Arets - tastiera

Ex membri
- Avi Yifrach - basso
- Smulik Bogdov - chitarra
- Asher Pedi - batteria
- Elad Keren - basso
- Itzik Sulam - chitarra
- Yiftach Shachaf - chitarra
- Eitan Veksler - chitarra
- Avi Strool - basso
- Eran Mitelman - tastiera
- Daniel Brecher - chitarra
- Adam Peri - tastiera

## Discografia

### Album in Studio
- Metziut Nifredet ("Realtà a Parte") - 1995
- HaYehudim - 1998
- Pakhad Mavet ("Paura della Morte") - 2002
- Forte - 2007
- Yoter Lo ("Non Più") - 2015

### Album Live
- HaYehudim LIVE (CD e DVD live) - 2003
- HaYehudim Unplugged (Un concerto acustico) - 2004